# بودیمیر لونچار
بودیمیر لونچار (انگلیسی: Budimir Lončar؛ زادهٔ ۱ آوریل ۱۹۲۴ – درگذشتهٔ ۱ سپتامبر ۲۰۲۴) دیپلمات و سیاست‌مدار اهل یوگسلاوی بود. وی از ۳۱ دسامبر ۱۹۸۷ تا ۱۲ دسامبر ۱۹۹۱ وزیر امور خارجه این کشور بود.
بودیمیر لونچار در ۱ سپتامبر ۲۰۲۴، پنج ماه پس از تولد ۱۰۰ سالگی‌اش درگذشت.